# Beleg (Ungheria)
Beleg è un comune dell'Ungheria di 703 abitanti (dati 2001) situata nella contea di Somogy, nell'Ungheria centro-occidentale.